# Министр внутренней безопасности США
Министр внутренней безопасности США — глава (министр) министерства внутренней безопасности США, член кабинета США, и восемнадцатый в линии наследования президентских полномочий.
Назначаемая должность была создана в соответствии с Законом о внутренней безопасности, который был принят после террористических атак 11 сентября 2001 года. Новое министерство включило в себя ряд существовавших ранее ведомств и подразделений, ведавших различными аспектами национальной безопасности США, таких как Береговая охрана, Федеральная служба охраны, Таможенная и пограничная служба США, Секретная служба и Федеральное агентство по управлению в чрезвычайных ситуациях (США).

## Список министров внутренней безопасности США
| No.                     | Портрет | Министр            | Штат проживания | Пребывание в должности            | В подчинении Президента |
| ----------------------- | ------- | ------------------ | --------------- | --------------------------------- | ----------------------- |
| 1                       |         | Томас Ридж         | Пенсильвания    | 24 января 2003 — 1 февраля 2005   | Джордж Буш-младший      |
| исполняющий обязанности |         | Джеймс Лой         | Пенсильвания    | 1 февраля 2005 — 15 февраля 2005  | Джордж Буш-младший      |
| 2                       |         | Майкл Чертофф      | Нью-Джерси      | 15 февраля 2005 — 21 января 2009  | Джордж Буш-младший      |
| 3                       |         | Джанет Наполитано  | Аризона         | 21 января 2009 — 6 сентября 2013  | Барак Обама             |
| исполняющий обязанности |         | Рэнд Бирс          | Округ Колумбия  | 6 сентября 2013 — 16 декабря 2013 | Барак Обама             |
| 4                       |         | Джей Джонсон       | Нью-Джерси      | 16 декабря 2013 — 20 января 2017  | Барак Обама             |
| 5                       |         | Джон Келли         | Массачусетс     | 20 января 2017 — 31 июля 2017     | Дональд Трамп           |
| исполняющий обязанности |         | Элейн Дюк          | Виргиния        | 31 июля 2017 — 6 декабря 2017     | Дональд Трамп           |
| 6                       |         | Кирстен Нильсен    | Флорида         | 6 декабря 2017 — 10 апреля 2019   | Дональд Трамп           |
| исполняющий обязанности |         | Кевин Макалинан    | Гавайи          | 11 апреля 2019 — 13 ноября 2019   | Дональд Трамп           |
| исполняющий обязанности |         | Чед Вулф           | Виргиния        | 13 ноября 2019 — 11 января 2021   | Дональд Трамп           |
| исполняющий обязанности |         | Пит Гейнор         | Род-Айленд      | 12 января 2021 — 20 января 2021   | Дональд Трамп           |
| исполняющий обязанности |         | Дэвид Пекоски      | Коннектикут     | 20 января 2021 — 2 февраля 2021   | Джо Байден              |
| 7                       |         | Алехандро Майоркас | Вашингтон       | 2 февраля 2021 — 20 января 2025   | Джо Байден              |
| 8                       |         | Кристи Ноэм        | Южная Дакота    | 25 января 2025 — н. в.            | Дональд Трамп           |